# Écrammeville
Écrammeville is een plaats en voormalige gemeente in het Franse departement Calvados in de regio Normandië en telt 165 inwoners (1999).  Op 1 januari 2017 fuseerde de gemeente met Aignerville, Formigny en Louvières tot de commune nouvelle Formigny La Bataille. Ook deze gemeente maakt deel uit van het arrondissement Bayeux.

## Geografie
De oppervlakte van Écrammeville bedraagt 7,0 km², de bevolkingsdichtheid is 23,6 inwoners per km².
De onderstaande kaart toont de ligging van Écrammeville met de belangrijkste infrastructuur en aangrenzende gemeenten.

## Demografie
Onderstaande figuur toont het verloop van het inwonertal (bron: INSEE-tellingen).
Vanwege een beveiligingsprobleem met de MediaWiki Graph-software is het momenteel niet mogelijk deze grafiek weer te geven. Zodra de software is bijgewerkt zal de grafiek vanzelf weer zichtbaar worden.
Aignerville · Écrammeville · Formigny · Louvières